# Petworth

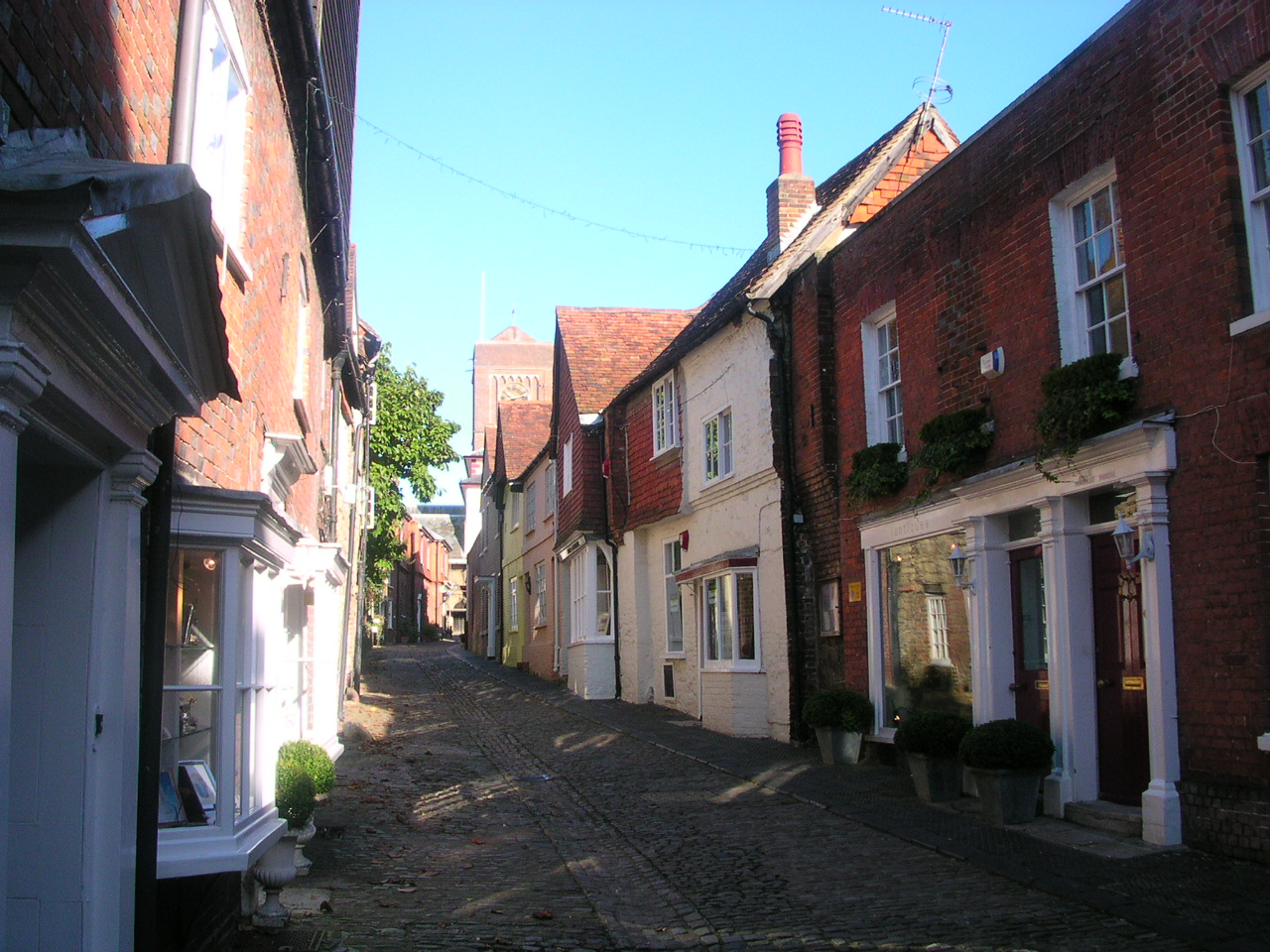
uliczka w Petworth

Petworth – miasto w Wielkiej Brytanii, w Anglii, w regionie South East England, w hrabstwie West Sussex. W 2001 r. miasto to zamieszkiwało 2 775 osób.
Miasta partnerskie Petworth:
- Ranville, Francja
- San Quirico d’Orcia, Włochy